# Liste der Bodendenkmäler in Mallersdorf-Pfaffenberg
Auf dieser Seite sind die Bodendenkmäler in dem niederbayerischen Markt Mallersdorf-Pfaffenberg zusammengestellt. Diese Tabelle ist eine Teilliste der Liste der Bodendenkmäler in Bayern. Grundlage ist die Bayerische Denkmalliste, die auf Basis des Bayerischen Denkmalschutzgesetzes vom 1. Oktober 1973 erstmals erstellt wurde und seither durch das Bayerische Landesamt für Denkmalpflege geführt wird. Die folgenden Angaben ersetzen nicht die rechtsverbindliche Auskunft der Denkmalschutzbehörde.

## Bodendenkmäler in Mallersdorf-Pfaffenberg

### Bodendenkmäler in der Gemarkung Buchhausen
| Lage                  | Objekt                                     | Akten-Nr.     | Bild |
| --------------------- | ------------------------------------------ | ------------- | ---- |
| Buchhausen (Standort) | Grabhügel vorgeschichtlicher Zeitstellung. | D-2-7238-0068 |      |

### Bodendenkmäler in der Gemarkung Grafentraubach
| Lage                      | Objekt | Akten-Nr.     | Bild |
| ------------------------- | --- | ------------- | ---- |
| Grafentraubach (Standort) | Grabhügel vorgeschichtlicher Zeitstellung. | D-2-7239-0001 |      |
| Grafentraubach (Standort) | Siedlung und verebnetes rundes Grabenwerk vor- und frühgeschichtlicher Zeitstellung. | D-2-7239-0047 |      |
| Grafentraubach (Standort) | Verebnetes viereckiges Grabenwerk und Siedlung vor- und frühgeschichtlicher Zeitstellung. | D-2-7239-0049 |      |
| Grafentraubach (Standort) | Grabhügel vorgeschichtlicher Zeitstellung. | D-2-7239-0050 |      |
| Grafentraubach (Standort) | Siedlung vor- und frühgeschichtlicher Zeitstellung. | D-2-7239-0052 |      |
| Grafentraubach (Standort) | Siedlung vor- und frühgeschichtlicher Zeitstellung. | D-2-7239-0061 |      |
| Grafentraubach (Standort) | Verebneter Grabhügel vorgeschichtlicher Zeitstellung. | D-2-7239-0085 |      |
| Grafentraubach (Standort) | Untertägige mittelalterliche und frühneuzeitliche Befunde im Bereich der Katholischen Filialkirche St. Nikolaus in Steinkirchen mit zugehörigem Friedhof, darunter die Spuren von Vorgängerbauten bzw. älterer Bauphasen. | D-2-7239-0232 |      |

### Bodendenkmäler in der Gemarkung Hofkirchen
| Lage                  | Objekt | Akten-Nr.     | Bild |
| --------------------- | --- | ------------- | ---- |
| Hofkirchen (Standort) | Verebnetes Grabenwerk vor- und frühgeschichtlicher Zeitstellung, Siedlung der Linear- und Stichbandkeramik sowie der Urnenfelderzeit. | D-2-7239-0048 |      |

### Bodendenkmäler in der Gemarkung Holztraubach
| Lage                    | Objekt | Akten-Nr.     | Bild |
| ----------------------- | --- | ------------- | ---- |
| Holztraubach (Standort) | Grabhügel vorgeschichtlicher Zeitstellung, daraus Funde der Hallstattzeit. | D-2-7139-0027 |      |
| Holztraubach (Standort) | Verebnetes Grabenwerk vor- und frühgeschichtlicher Zeitstellung. | D-2-7139-0037 |      |
| Holztraubach (Standort) | Verebneter Turmhügel des Mittelalters. | D-2-7239-0121 |      |
| Holztraubach (Standort) | Siedlung vor- und frühgeschichtlicher Zeitstellung. | D-2-7239-0122 |      |
| Holztraubach (Standort) | Untertägige mittelalterliche und frühneuzeitliche Befunde im Bereich der Katholischen Pfarrkirche Mariä Himmelfahrt in Ascholtshausen, darunter Reste von Vorgängerbauten bzw. älteren Bauphasen. | D-2-7239-0238 |      |
| Holztraubach (Standort) | Untertägige mittelalterliche und frühneuzeitliche Befunde im Bereich der Katholischen Pfarrkirche St. Laurentius in Holztraubach, darunter die Spuren von Vorgängerbauten bzw. älterer Bauphasen. | D-2-7239-0243 |      |

### Bodendenkmäler in der Gemarkung Inkofen
| Lage               | Objekt                                                                   | Akten-Nr.     | Bild |
| ------------------ | ------------------------------------------------------------------------ | ------------- | ---- |
| Inkofen (Standort) | Siedlung der Jungsteinzeit und der Metallzeiten, römische Villa rustica. | D-3-7139-0096 |      |

### Bodendenkmäler in der Gemarkung Mallersdorf
| Lage                   | Objekt | Akten-Nr.     | Bild |
| ---------------------- | --- | ------------- | ---- |
| Mallersdorf (Standort) | Grabhügel vorgeschichtlicher Zeitstellung. | D-2-7239-0053 |      |
| Mallersdorf (Standort) | Grabhügel vorgeschichtlicher Zeitstellung. | D-2-7239-0054 |      |
| Mallersdorf (Standort) | Grabhügel vorgeschichtlicher Zeitstellung. | D-2-7239-0055 |      |
| Mallersdorf (Standort) | Grabhügel vorgeschichtlicher Zeitstellung. | D-2-7239-0056 |      |
| Mallersdorf (Standort) | Grabhügel vorgeschichtlicher Zeitstellung. | D-2-7239-0057 |      |
| Mallersdorf (Standort) | Grabhügel vorgeschichtlicher Zeitstellung, daraus Funde der Bronzezeit und Hallstattzeit. | D-2-7239-0058 |      |
| Mallersdorf (Standort) | Grabhügel vorgeschichtlicher Zeitstellung. | D-2-7239-0059 |      |
| Mallersdorf (Standort) | Grabhügel vorgeschichtlicher Zeitstellung. | D-2-7239-0060 |      |
| Mallersdorf (Standort) | Siedlung vor- und frühgeschichtlicher Zeitstellung. | D-2-7239-0062 |      |
| Mallersdorf (Standort) | Siedlung vor- und frühgeschichtlicher Zeitstellung und verebnete vorgeschichtliche Grabhügel. | D-2-7239-0063 |      |
| Mallersdorf (Standort) | Siedlung vor- und frühgeschichtlicher Zeitstellung. | D-2-7239-0064 |      |
| Mallersdorf (Standort) | Siedlung vor- und frühgeschichtlicher Zeitstellung. | D-2-7239-0065 |      |
| Mallersdorf (Standort) | Siedlung und/oder Körpergräber vor- und frühgeschichtlicher Zeitstellung. | D-2-7239-0066 |      |
| Mallersdorf (Standort) | Siedlung vor- und frühgeschichtlicher Zeitstellung. | D-2-7239-0067 |      |
| Mallersdorf (Standort) | Siedlung vor- und frühgeschichtlicher Zeitstellung. | D-2-7239-0068 |      |
| Mallersdorf (Standort) | Rundes Grabenwerk mit Doppelgraben und viereckiges Grabenwerk mit rechteckigem Einfassungsgraben und äußerer Begrenzung des frühen und/oder hohen Mittelalters sowie Siedlung vor- und frühgeschichtlicher Zeitstellung. | D-2-7239-0069 |      |
| Mallersdorf (Standort) | Siedlung vor- und frühgeschichtlicher Zeitstellung. | D-2-7239-0070 |      |
| Mallersdorf (Standort) | Siedlung vor- und frühgeschichtlicher Zeitstellung. | D-2-7239-0071 |      |
| Mallersdorf (Standort) | Verebneter Grabhügel vorgeschichtlicher Zeitstellung. | D-2-7239-0072 |      |
| Mallersdorf (Standort) | Verebnete Grabhügel vorgeschichtlicher Zeitstellung. | D-2-7239-0073 |      |
| Mallersdorf (Standort) | Siedlung vor- und frühgeschichtlicher Zeitstellung, unter anderem der Latènezeit. | D-2-7239-0074 |      |
| Mallersdorf (Standort) | Siedlung vor- und frühgeschichtlicher Zeitstellung. | D-2-7239-0077 |      |
| Mallersdorf (Standort) | Siedlung des Mittelneolithikums (Stichbandkeramik/Gruppe Oberlauterbach) und der Münchshöfener Gruppe. | D-2-7239-0078 |      |
| Mallersdorf (Standort) | Siedlung des Mittelneolithikums (Stichbandkeramik/Gruppe Oberlauterbach), der Münchshöfener Gruppe, des Jung- bis Spät- bzw. Endneolithikums, der späten Bronzezeit oder Urnenfelderzeit, der späten Hallstatt- und frühen Latènezeit sowie der mittleren römischen Kaiserzeit. Urnenfelder- bis frühlatènezeitlicher Herrenhof. Bestattungsplatz der frühen Latènezeit. Frühmittelalterliche Reihengräber. | D-2-7239-0079 |      |
| Mallersdorf (Standort) | Verebnete Grabhügel vorgeschichtlicher Zeitstellung. | D-2-7239-0080 |      |
| Mallersdorf (Standort) | Siedlung vor- und frühgeschichtlicher Zeitstellung. | D-2-7239-0081 |      |
| Mallersdorf (Standort) | Siedlung und verebnete Gräben vor- und frühgeschichtlicher Zeitstellung. | D-2-7239-0082 |      |
| Mallersdorf (Standort) | Siedlung vor- und frühgeschichtlicher Zeitstellung. | D-2-7239-0083 |      |
| Mallersdorf (Standort) | Siedlung vor- und frühgeschichtlicher Zeitstellung. | D-2-7239-0086 |      |
| Mallersdorf (Standort) | Verebnete Grabhügel vorgeschichtlicher Zeitstellung. | D-2-7239-0087 |      |
| Mallersdorf (Standort) | Siedlung und verebnete Gräben vor- und frühgeschichtlicher Zeitstellung. | D-2-7239-0088 |      |
| Mallersdorf (Standort) | Siedlung vor- und frühgeschichtlicher Zeitstellung. | D-2-7239-0089 |      |
| Mallersdorf (Standort) | Untertägige mittelalterliche und frühneuzeitliche Befunde im Bereich der Katholischen Filialkirche Hl. Apostel in Niederlindhart, darunter die Spuren von Vorgängerbauten bzw. älterer Bauphasen. | D-2-7239-0199 |      |
| Mallersdorf (Standort) | Untertägige mittelalterliche und frühneuzeitliche Befunde im Bereich der Katholischen Pfarrkirche Mariä Opferung in Westen, darunter Reste von Vorgängerbauten bzw. älteren Bauphasen. | D-2-7239-0206 |      |
| Mallersdorf (Standort) | Untertägige mittelalterliche und frühneuzeitliche Befunde im Bereich der Katholischen Pfarrkirche/ehemalige Klosterkirche St. Johannes Ev. und des Klosters in Mallersdorf, darunter die Spuren von Vorgängerbauten bzw. älterer Bauphasen. | D-2-7239-0249 |      |
| Mallersdorf (Standort) | Körpergräber der frühen Bronzezeit, Siedlung der frühen Latènezeit und der römischen Kaiserzeit. | D-2-7239-0273 |      |

### Bodendenkmäler in der Gemarkung Oberellenbach
| Lage                     | Objekt | Akten-Nr.     | Bild |
| ------------------------ | --- | ------------- | ---- |
| Oberellenbach (Standort) | Burgstall des Mittelalters. | D-2-7239-0090 |      |
| Oberellenbach (Standort) | Bestattungsplatz des frühen Mittelalters. | D-2-7239-0091 |      |
| Oberellenbach (Standort) | Siedlung vor- und frühgeschichtlicher Zeitstellung. | D-2-7239-0092 |      |
| Oberellenbach (Standort) | Siedlung vor- und frühgeschichtlicher Zeitstellung. | D-2-7239-0093 |      |
| Oberellenbach (Standort) | Siedlung vor- und frühgeschichtlicher Zeitstellung. | D-2-7239-0094 |      |
| Oberellenbach (Standort) | Vorgeschichtliche Grabhügel und/oder Siedlung vor- und frühgeschichtlicher Zeitstellung. | D-2-7239-0095 |      |
| Oberellenbach (Standort) | Siedlung und verebnetes Grabenwerk vor- und frühgeschichtlicher Zeitstellung. | D-2-7239-0098 |      |
| Oberellenbach (Standort) | Vorgeschichtliche Siedlung. | D-2-7239-0195 |      |
| Oberellenbach (Standort) | Siedlung der Linearbandkeramik, Gräber der Metallzeiten | D-2-7239-0209 |      |
| Oberellenbach (Standort) | Untertägige mittelalterliche und frühneuzeitliche Befunde im Bereich der Katholischen Filialkirche Hl. Kreuz in Oberellenbach, darunter die Spuren von Vorgängerbauten bzw. älterer Bauphasen.                                                                                      | D-2-7239-0245 |      |
| Oberellenbach (Standort) | Untertägige mittelalterliche und frühneuzeitliche Befunde im Bereich des Schlosses bzw. Herrschaftssitzes von Oberellenbach mit einstmaligen Wirtschaftsgebäuden und Gartenanlagen, darunter die Spuren von Vorgängerbauten bzw. älterer Bauphasen und abgebrochenen Gebäudeteilen. | D-2-7239-0247 |      |

### Bodendenkmäler in der Gemarkung Oberhaselbach
| Lage                     | Objekt | Akten-Nr.     | Bild |
| ------------------------ | --- | ------------- | ---- |
| Oberhaselbach (Standort) | Grabhügel vorgeschichtlicher Zeitstellung. | D-2-7238-0066 |      |
| Oberhaselbach (Standort) | Untertägige mittelalterliche und frühneuzeitliche Befunde im Bereich des Schlosses bzw. des ehemaligen Burgstalls von Oberhaselbach mit Wassergraben, einstmaligen Wirtschaftsgebäuden und Gartenanlagen, darunter die Spuren von Vorgängerbauten bzw. älterer Bauphasen und abgebrochenen Gebäudeteilen. | D-2-7238-0067 |      |
| Oberhaselbach (Standort) | Verebneter Grabhügel vorgeschichtlicher Zeitstellung. | D-2-7238-0070 |      |
| Oberhaselbach (Standort) | Verebnete Grabhügel vorgeschichtlicher Zeitstellung. | D-2-7238-0071 |      |
| Oberhaselbach (Standort) | Untertägige mittelalterliche und frühneuzeitliche Befunde im Bereich der Katholischen Filialkirche St. Martin in Oberhaselbach, darunter Spuren von Vorgängerbauten bzw. älterer Bauphasen. | D-2-7238-0221 |      |
| Oberhaselbach (Standort) | Siedlung vor- und frühgeschichtlicher Zeitstellung. | D-2-7239-0099 |      |
| Oberhaselbach (Standort) | Untertägige mittelalterliche und frühneuzeitliche Befunde im Bereich der Katholischen Filialkirche St. Georg in Unterhaselbach, darunter die Spuren von Vorgängerbauten bzw. älterer Bauphasen. | D-2-7239-0240 |      |

### Bodendenkmäler in der Gemarkung Oberlindhart
| Lage                    | Objekt | Akten-Nr.     | Bild |
| ----------------------- | --- | ------------- | ---- |
| Oberlindhart (Standort) | Grabhügel vorgeschichtlicher Zeitstellung. | D-2-7239-0100 |      |
| Oberlindhart (Standort) | Burgstall des Mittelalters. | D-2-7239-0101 |      |
| Oberlindhart (Standort) | Frühmittelalterliche Reihengräber und Siedlung vor- und frühgeschichtlicher Zeitstellung, | D-2-7239-0102 |      |
| Oberlindhart (Standort) | Verebnete Grabhügel vorgeschichtlicher Zeitstellung. | D-2-7239-0103 |      |
| Oberlindhart (Standort) | Verebnetes viereckiges Grabenwerk vorgeschichtlicher Zeitstellung, Siedlung vor- und frühgeschichtlicher Zeitstellung, unter anderem des Mittelneolithikums (Stichbandkeramik/Gruppe Oberlauterbach), der frühen Bronzezeit, der Bronzezeit und der Urnenfelderzeit, Körpergräber der frühen Bronzezeit, Reihengräber des frühen Mittelalters. | D-2-7239-0104 |      |
| Oberlindhart (Standort) | Siedlung vor- und frühgeschichtlicher Zeitstellung. | D-2-7239-0105 |      |
| Oberlindhart (Standort) | Siedlung vor- und frühgeschichtlicher Zeitstellung. | D-2-7239-0106 |      |
| Oberlindhart (Standort) | Siedlung vor- und frühgeschichtlicher Zeitstellung. | D-2-7239-0107 |      |
| Oberlindhart (Standort) | Verebneter Grabhügel vorgeschichtlicher Zeitstellung. | D-2-7239-0108 |      |
| Oberlindhart (Standort) | Siedlung vor- und frühgeschichtlicher Zeitstellung. | D-2-7239-0109 |      |
| Oberlindhart (Standort) | Siedlung vor- und frühgeschichtlicher Zeitstellung. | D-2-7239-0110 |      |
| Oberlindhart (Standort) | Verebneter Kreisgraben, verebnetes Grabenwerk und Siedlung vor- und frühgeschichtlicher Zeitstellung. | D-2-7239-0111 |      |
| Oberlindhart (Standort) | Siedlung der Linearbandkeramik und der Urnenfelderzeit. | D-2-7239-0192 |      |
| Oberlindhart (Standort) | Körpergräber und Siedlung vor- und frühgeschichtlicher Zeitstellung, unter anderem der Urnenfelderzeit. | D-2-7239-0197 |      |
| Oberlindhart (Standort) | Untertägige mittelalterliche und frühneuzeitliche Befunde im Bereich der Katholischen Filialkirche St. Johannes der Täufer in Oberlindhart, darunter die Spuren von Vorgängerbauten bzw. älterer Bauphasen. | D-2-7239-0205 |      |
| Oberlindhart (Standort) | Grabhügel vorgeschichtlicher Zeitstellung. | D-2-7239-0274 |      |

### Bodendenkmäler in der Gemarkung Pfaffenberg
| Lage                   | Objekt | Akten-Nr.     | Bild |
| ---------------------- | --- | ------------- | ---- |
| Pfaffenberg (Standort) | Siedlung vor- und frühgeschichtlicher Zeitstellung. | D-2-7239-0114 |      |
| Pfaffenberg (Standort) | Verebneter Grabhügel vorgeschichtlicher Zeitstellung. | D-2-7239-0119 |      |
| Pfaffenberg (Standort) | Untertägige mittelalterliche und frühneuzeitliche Befunde im Bereich der Katholischen Pfarrkirche St. Petrus in Pfaffenberg, darunter Reste von Vorgängerbauten bzw. älteren Bauphasen. | D-2-7239-0204 |      |
| Pfaffenberg (Standort) | Untertägige Befunde im Bereich des Zollhofes/Edelsitzes von Pfaffenberg, darunter die Spuren von Vorgängerbauten bzw. älteren Bauphasen und abgegangenen Gebäudeteilen                  | D-2-7239-0252 |      |

### Bodendenkmäler in der Gemarkung Upfkofen
| Lage                | Objekt | Akten-Nr.     | Bild |
| ------------------- | --- | ------------- | ---- |
| Upfkofen (Standort) | Grabhügel vorgeschichtlicher Zeitstellung. | D-2-7139-0023 |      |
| Upfkofen (Standort) | Siedlung vor- und frühgeschichtlicher Zeitstellung. | D-2-7139-0024 |      |
| Upfkofen (Standort) | Siedlung und zwei verebnete Gräben vor- und frühgeschichtlicher Zeitstellung. | D-2-7139-0025 |      |
| Upfkofen (Standort) | Frühmittelalterlicher Bestattungsplatz. | D-2-7139-0026 |      |
| Upfkofen (Standort) | Untertägige mittelalterliche und frühneuzeitliche Befunde im Bereich der Katholischen Filialkirche St. Martin in Upfkofen, darunter die Spuren von Vorgängerbauten bzw. älterer Bauphasen. | D-2-7139-0038 |      |
| Upfkofen (Standort) | Grabhügel vorgeschichtlicher Zeitstellung. | D-2-7139-0053 |      |

### Bodendenkmäler in der Gemarkung Zaitzkofen
| Lage                  | Objekt                                          | Akten-Nr.     | Bild |
| --------------------- | ----------------------------------------------- | ------------- | ---- |
| Zaitzkofen (Standort) | Siedlung der Jungsteinzeit (Linearbandkeramik). | D-3-7139-0223 |      |